# 仙台市立六郷中学校
仙台市立六郷中学校（せんだいしりつろくごうちゅうがっこう）は、宮城県仙台市若林区六郷にある公立中学校。

## 概要
- 仙台市南東部の田園地帯に位置している。周辺は仙台南部道路今泉IC、六郷小学校、仙台今泉郵便局、仙台市六郷証明発行センターなど、六郷地区の中心部となっている。

## 沿革
- 1947年（昭和22年）4月1日 - 開校
- 1952年（昭和27年）2月 - 新校舎完成
- 1959年（昭和34年）
  - 1月 - 校舎焼失
  - 8月 - 校舎、体育館完成
- 1971年（昭和46年）8月 - プール完成
- 1982年（昭和55年）2月 - 校舎増築並びに体育館新築落成
- 1985年（昭和60年）4月1日 - 仙台市立沖野中学校が分離完成

## 学区
- 六郷小学校学区

## 所在地
- 宮城県仙台市若林区六郷13番1号

## 部活動
野球、サッカー、バスケットボール、陸上、女子バレー、女子ハンドボール、
ソフトテニス、バドミントン、卓球、水泳、剣道、柔道、
吹奏楽、美術

## アクセス
- 仙台市営バスJA仙台六郷支店前バス停を下車すぐ。または、同じく仙台市営バス六郷中学校入口バス停より徒歩約5分